# Le Rêve (film, 1941)
Pour les articles homonymes, voir Le Rêve.
Pour plus de détails, voir Fiche technique et Distribution.
Le Rêve (titre original russe : Мечта, Metchta), est un film soviétique de Mikhail Romm, réalisé juste avant l'entrée en guerre de l'URSS. Le scénario est écrit par Evgueni Gabrilovitch, romancier et écrivain soviétique apprécié par Staline. Le film raconte la vie des habitants d'un meublé de Lviv en 1939.

## Synopsis
En 1933, quittant les villages pauvres de l'Ukraine occidentale appartenant à la Pologne, Anna vient s'installer à la ville. Mêlant plusieurs travaux, "Rêve" s'occupe d'une maison d'hôte où elle croise de nombreuses personnes. Les habitants à la vie brisée tentent de survivre dans un monde impitoyable.
A la tête de cette maison d'hôte, Mme Skorokhod mêle compassion et cruauté féroce contre ceux qui n'arrivent à son niveau social. Mettant son fils sur un piédestal, elle se livre à toutes les bassesses et s’avilit pour celui qui reste un perdant né.
Anna se construit petit à petit, trouvant à travers l'URSS un espoir de survie et de modernisme, la dure réalité d'une Pologne lui brise alors ses rêves et ses ambitions.

## Fiche technique
- Titre : Le Rêve
- Titre original : Мечта (Mechta)
- Réalisation : Mikhail Romm
- Scénario : Mikhail Romm, Evgueni Gabrilovitch
- Décors : Vladimir Kaplounovski (ru)
- Costumes : Konstantin Efimov (ru)
- Photographie : Boris Voltchek
- Musique : Henryk Wars
- Montage : Eva Ladyzhenskaïa
- Son : Viatcheslav Lechtchev (ru), Evgueni Kachkevitch
- Société de production : Mosfilm
- Pays d'origine : U.R.S.S.
- Format : Noir et blanc - Mono
- Durée : 100 minutes
- Date de sortie : 6 juillet 1941

## Distribution
- Elena Kouzmina : Anna
- Vladimir Soloviov (ru) : Vassil, le frère d'Anna
- Valentin Chtcheglov : Tomash Kruticky, l'ouvrier
- Faïna Ranevskaïa : Rose Skorokhod, propriétaire d'hôtel de rapport "Rêve"
- Arkadi Kisliakov : Lazar Skorokhod, son fils, ingénieur
- Ada Wojcyk : Vanda
- Mikhaïl Astangov : Stanislas Komorovsky
- Mikhaïl Boldouman (ru) : Sigmund Dombek, ancien artiste
- Rostislav Pliatt : Yanek, le cocher
- Nikolaï Orlov : Vieux tisserand

## Autour du film
- Passant de la comédie au drame, Rêve est l'illustration parfaite de l'idéologie communiste d'avant-guerre (Le capitalisme réactionnaire et mauvais contre le communisme moderne et glorieux).
- Ce film a été tourné à Lviv.
- Dans le contexte de l'offensive allemande sur le Front de l'Est en 1941, les films abordant les thèmes anti-britanniques ou anti-polonais ne sont plus d'actualité en URSS et Le Rêve est interdit de projection pendant deux ans[2]